# Piruvato deshidrogenasa
Se han reconocido hasta la fecha tres tipos de piruvato deshidrogenasa.
- Piruvato deshidrogenasa (acetil transferidora) o PDH.

- Piruvato deshidrogenasa (NADP+).

- Piruvato deshidrogenasa (citocromo).

En los tres tipos, su función es realizar la descarboxilación oxidativa del piruvato a acetato desprendiéndose dióxido de carbono. Se necesitan 5 cofactores: TPP, A.lipoico, Coenzima A, FAD yNAD*.

## Piruvato deshidrogenasa (acetil transferidora)
La enzima Piruvato deshidrogenasa (acetil transferidora) o PDH EC 1.2.4.1 cataliza la reacción de descarboxilación oxidativa del piruvato utilizando como cofactor la tiamina difosfato.
Piruvato + (dihidrolipoil-lisina-residuo acetiltransferasa]-lipoil-lisina {\displaystyle \rightleftharpoons } (dihidrolipoil-lisina-residuo acetiltransferasa)-S-acetildihidrolipoil-lisina + CO2
Forma parte del complejo multienzimático piruvato deshidrogenasa siendo la unidad E1 del mismo. Los otros componentes del complejo son la dihidrolipoil-lisina-residuo acetiltransferasa (DLAT) y la dihidrolipoil deshidrogenasa (DLD) como componentes E2 y E3 respectivamente.

### Tipos de PDH humanas
En los humanos existen tres genes que codifican la PDH.
- PDHA1. Piruvato deshidrogenasa cadena alfa. Tiene una longitud de 390 aminoácidos. La deficiencia en PDHA1 es causa de la Deficiencia en piruvato descarboxilasa componente E1 (Deficiencia en PDHE1 (enlace roto disponible en Internet Archive; véase el historial, la primera versión y la última).). La deficiencia en PDHE1 es el más común de los defectos enzimáticos en usuarios como acidosis láctica primaria. Está asociada con fenotipos clínicos variables desde la muerte neonatal hasta la supervivencia prolongada complicada por retraso en el desarrollo, convulsiones, ataxia y apnea. La deficiencia en PDHA1 también es causa del Síndrome de Leigh ligado al cromosoma X (LS (enlace roto disponible en Internet Archive; véase el historial, la primera versión y la última).). El LS es un síndrome neurodegenerativo progresivo de temprana aparición con una neuropatología característica consistente en lesiones focales y bilaterales en una o más regiones del sistema nervioso central, incluyendo el tronco del encéfalo, tálamo, ganglios basales, cerebelo y médula espinal. Las lesiones son áreas de demielinación, gliosis, necrosis, espongiosis o proliferación capilar. Los síntomas clínicos dependen de que áreas del sistema nervioso central estén afectadas. La causa común de todas las lesiones es un defecto en la fosforilación oxidativa. La LS puede ser causa de una deficiencia de cualquiera de los complejos de la cadena respiratoria mitocondrial.

- PDHA2. Piruvato deshidrogenasa cadena alfa específica de los testículos. Tiene una longitud de 388 aminoácidos y se expresa en las células espermatogénicas postmeióticas.

- PDHB. Piruvato deshidrogenasa cadena beta. Existen dos isoformas de este polipéptido. La isoforma 1 tiene 359 aminoácidos y la 2 341. La deficiencia en PDHB es causa de la Deficiencia en PDHE1.

La enzima se presenta formando tetrámeros de dos unidades alfa y dos unidades beta. Su localización celular es la matriz mitocondrial.

### Regulación
La actividad de la enzima se regula mediante la fosforilación de la cadena alfa (inactivación) llevada a cabo por la piruvato deshidrogenasa kinasa y defosforilación de la cadena alfa (activación) llevada a cabo por la piruvato deshidrogenasa fosfatasa.
La PDH es estimulada por la insulina, fosfoenolpiruvato y AMP, pero es completamente inhibida por el ATP, NADH y acetil-CoA.

## Piruvato deshidrogenasa (NAD+)
La enzima Piruvato deshidrogenasa (NAD+) EC 1.2.1.51 cataliza la reacción de descarboxilación oxidativa del piruvato según la siguiente ecuación, la cual es irreversible.
Piruvato + CoA + NAD+ {\displaystyle \rightarrow } Acetil-CoA + CO2 + NADH
Esta enzima es inhibida por el oxígeno y estimulada por la insulina. Se presenta como un homodímero y se une a una molécula de FAD, a una molécula de FMN y a la tiamina pirofosfato. Está presente en organismos como la Anabaena variabilis, Chlorobium chlorochromatii, Cryptosporidium parvum (Q968X7), Entamoeba dispar, Euglena gracilis (Q94IN5) y Lactococcus lactis.

## Piruvato deshidrogenasa (citocromo)
La enzima  deshidrogenasa (citocromo) EC 1.2.2.2 cataliza la reacción de descarboxilación oxidativa del piruvato según la siguiente ecuación.
Piruvato + Ferricitocromo b1 + H2O {\displaystyle \rightleftharpoons } Acetato + CO2 + Ferrocitocromo b1
Es una enzima bacteriana y se presenta como un homotetrámero al que se une una molécula de FAD, una molécula de tiamina pirofosfato y un ion magnesio. Su localización celular es la membrana celular y se activa por digestión proteolítica limitada.